# Cea mai scăzută temperatură înregistrată pe Pământ

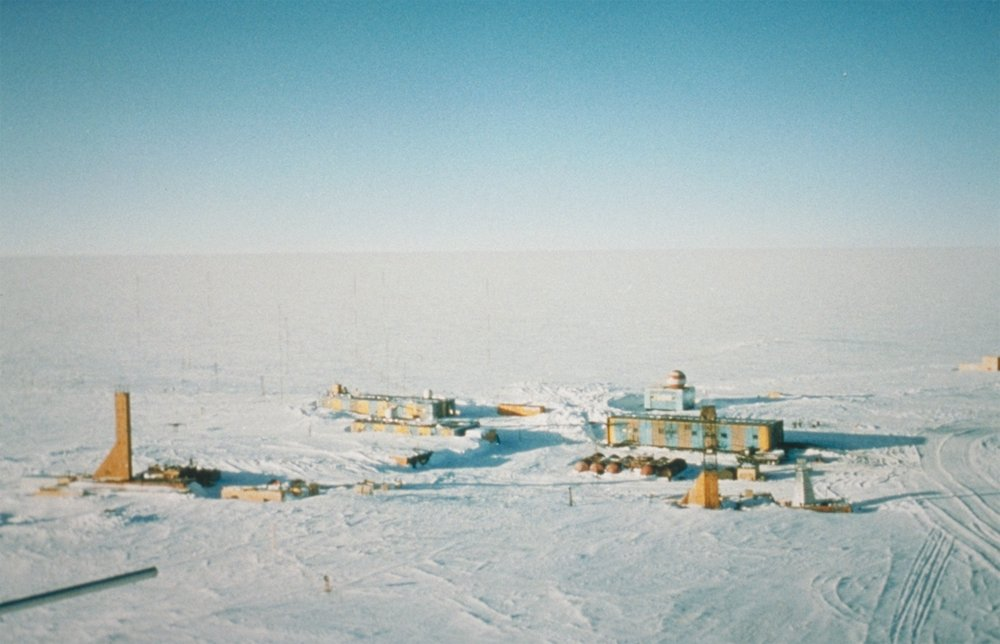
Fotografie aeriană la stația Vostok, cel mai rece loc direct observat de pe Pământ.

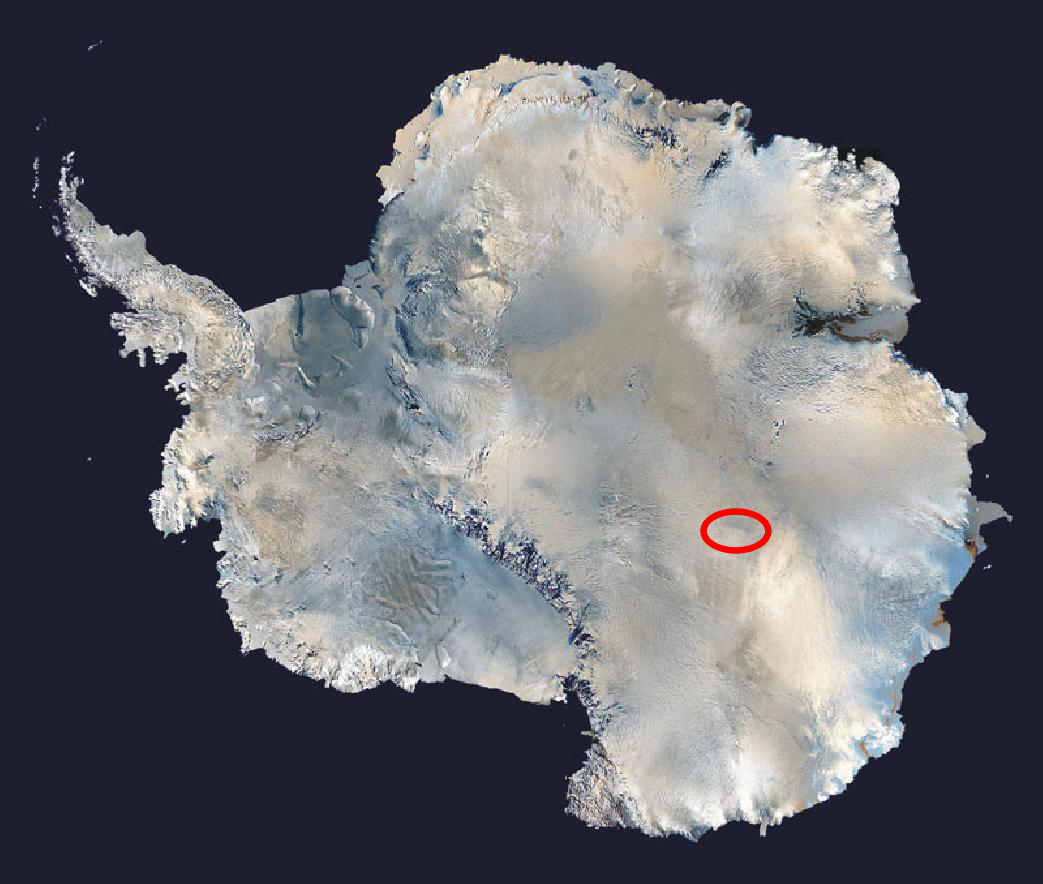
Localizarea stației Vostok în Antarctica

Cea mai scăzută temperatură naturală de pe Pământ înregistrată direct la nivelul solului  este de −89,2 °C (−128,6 °F; 184,0 K) și a fost măsurată la stația sovietică Vostok în Antarctica, la data de 21 iulie 1983.
La 10 august 2010, observațiile prin satelit au măsurat o temperatură de suprafață de -93,2 °C (-135,8 °F; 180,0 K) la 81,8 °S 59,3 °E, de-a lungul crestei între Dome Argus și Dome Fuji, la o altitudine de 3900 m. Rezultatul a fost raportat la cea de-a 46-a reuniune anuală a Uniunii Geofizice Americane de la San Francisco, în decembrie 2013; este o cifră provizorie și poate face obiectul unei revizuiri.
Este posibil ca valoarea să nu fie înregistrată ca cea mai scăzută temperatură, fiind măsurată prin teledetecție și nu prin termometre la sol, spre deosebire de înregistrarea din 1983. Temperatura anunțată reflectă pe cea a suprafeței de gheață, în timp ce citirile de la Vostok măsoară aerul deasupra gheții, astfel încât cele două nu sunt direct comparabile. Cu toate acestea, este foarte probabil ca temperatura reală pe site să fie mai mică decât cea înregistrată la Vostok.

## Vezi și
- Listă de recorduri meteorologice
- Cea mai mare temperatură înregistrată pe Pământ
- Aer lichid
- Criobiologie
- Criogenie
- Frig
- Temperatură absolut negativă
- Zero absolut